# Stazione di Sant'Anna
La stazione di Sant'Anna è una stazione ferroviaria a servizio della borgata di Sant'Anna, nel comune di Marrubiu, posta sulla linea Cagliari-Golfo Aranci.

## Storia
Le origini dello scalo si ricollegano a quelle della frazione per cui fu costruita, Sant'Anna, insediamento agricolo sorto su iniziativa dell'Ente per la trasformazione fondiaria e agraria in Sardegna (ETFAS) tra gli anni cinquanta e sessanta a nord di Marrubiu. La borgata di Sant'Anna fu costruita a ridosso delle due maggiori infrastrutture di trasporto stradale e ferroviario della Sardegna, rispettivamente la Strada Statale 131 Carlo Felice e la ferrovia Cagliari-Golfo Aranci, fatto che portò alla decisione di dotare l'abitato in via di costruzione di una stazione ferroviaria. Realizzata dalle Ferrovie dello Stato (gestore sino al 2001 dello scalo, poi passato alla controllata RFI), la stazione venne inaugurata nel 1958.
L'impianto, dotato di uno scalo merci, servì la frazione per decenni sia per il traffico passeggeri che per l'inoltro dei prodotti agricoli coltivati localmente. Nel corso degli anni tuttavia l'impiego del vettore ferroviario per il servizio merci andò progressivamente calando nella stazione, ed anche il traffico passeggeri si attestò su quote non rilevanti, fatto che portò alla cessazione di tale servizio da parte di Trenitalia a partire dal 14 dicembre 2008. Nell'aprile 2015 fu inoltre isolato dalla rete il fascio merci dell'impianto.

## Strutture e impianti
Costruito come stazione passante sulla Dorsale Sarda, lo scalo di Sant'Anna presenta uno schema binari composto da un fascio dinanzi al fabbricato viaggiatori dotato di due binari, di cui uno il primo di corsa, entrambi a 1435 mm di scartamento, attrezzati per la sosta dei treni viaggiatori (servizio non effettuato in stazione dal 2008). Dal binario uno si diramava inoltre un binario verso l'ex scalo merci dell'impianto (in disuso), situato a nord del fabbricato viaggiatori e dotato di due binari tronchi (isolati dalla linea nel 2015) e un piano caricatore; in quest'area è situata anche la torre dell'acqua che serve l'impianto.
Presenti nello scalo anche alcuni edifici di servizio: il fabbricato viaggiatori di stazione, chiuso al pubblico già prima della cessazione del servizio viaggiatori, è una costruzione a pianta pressoché quadrata estesa su due piani con tetto a falde, dotata di tre luci di apertura nel lato prospiciente i binari. A nord di questo edificio è situato il piccolo fabbricato delle ritirate, mentre ulteriori locali di servizio sono situati in una costruzione nella parte sud della stazione, sempre ad est del primo binario.
La gestione del movimento nella stazione (non presenziata) avviene in remoto del DCO di Cagliari.

## Movimento
Dal dicembre 2008 la stazione non ospita più treni viaggiatori, in precedenza fu servita dai convogli espletati da Trenitalia e ancor prima dalle FS lungo la Dorsale Sarda.

## Servizi
L'impianto è gestito da Rete Ferroviaria Italiana. Sebbene disabilitato al servizio viaggiatori, l'accesso ai treni è garantito da due banchine, poste in posizione periferica ai binari, di cui quella del binario 1 attigua al fabbricato viaggiatori e dotata di pensilina.